# Mimi Fariña
Pour les articles homonymes, voir Baez et Farina.
Mimi Baez Fariña (née Margarita Mimi Baez, 30 avril 1945 – 18 juillet 2001) est une chanteuse, compositrice de chansons et une militante. Elle était la fille du physicien Albert Baez et la sœur cadette de la chanteuse Joan Baez.

## Biographie
Mimi a épousé, à l'âge de 17 ans, le romancier, musicien et compositeur Richard Fariña en 1963. Le mariage a été célébré dans le 1er arrondissement de Paris.
Ils ont ensuite collaboré sur un certain nombre d'albums folk, les plus célèbres ont été Celebrations for a Grey Day (1965) et Reflections in a Crystal Wind (1966). Après le décès accidentel de Richard Fariña le 30 avril 1966, Mimi s'est remariée avec Milan Melvin lors du Big Sur Folk Festival, le 7 septembre 1968. Elle a continué à jouer de la musique, parfois enregistré et fait des tournées avec sa sœur Joan et le chanteur de folk Tom Jans.
En 1974, Mimi Fariña a fondé Bread and Roses, une association à but non lucratif, ayant pour objectif de faire entrer la musique dans les hôpitaux, les maisons de retraite et les prisons. Bread and Roses continue son action produisant 500 concerts par an. Le nom de l'organisation provient d'une poésie de James Oppenheim datant de 1911 Bread and Roses et qui est associée à la grève des ouvriers du textile qui eut lieu en 1912 à Lawrence (Massachusetts).
À partir de cette date, si Mimi Fariña a consacré la majeure partie de son temps à Bread and Roses, elle a sorti un album en 1985 et continué à chanter, réalisant des prestations avec de nombreux artistes comme Pete Seeger, Paul Winter, Lily Tomlin, Carlos Santana, Judy Collins et Taj Mahal.
À la fin des années 1980, elle joue avec Pete Sears une série de concerts protestataires sur le problème des droits de l'homme en Amérique centrale, particulièrement contre les guerres civiles soutenues par les États-Unis au Guatemala et au Salvador.
Elle est morte d'une forme rare de cancer du système endocrinien le 18 juillet 2001, dans sa maison de Mt. Tamalpais à Mill Valley en  Californie à l'âge de 56 ans.

## Discographie

### Richard et Mimi Fariña

#### 45 tours
- Reno, Nevada/One Way Ticket, Vanguard VRS-35030
- Pack Up Your Sorrows/Joy Round My Brain, Vanguard VRS-35032
- Hard-Loving Loser/One-Way Ticket, Amadeo AVRS 21354

#### Album
- Celebrations for a Grey Day Avril 1965 (CD 1995) ; Vanguard 79174.
- Reflections in a Crystal Wind (CD  1995) ; Vanguard 79204.
- Memories Fall, 1968 (CD 1994) ; Vanguard 79263.

#### Compilations
- Best of Mimi and Richard Fariña 1971 (CD 1988) ; Vanguard, VSD 21/22.
- Pack Up Your Sorrows: The Best of the Vanguard Years, 1999, Vanguard 79538
- The Complete Vanguard Recordings 13 novembre 2001, Vanguard 200/02-2
- Vanguard Visionaries, 12 juin 2007, Vanguard 73151-2

### Mimi Fariña et Joan Baez
- Let it Be/Poor Wayfaring Stranger, Vanguard VRS 35145
- Mary Call/Best of Friends, A&M 12782

### Mimi Fariña et Tom Jans

#### 45 Tours
- Good God, I'm Feeling Fine/Good God, I'm Feeling Fine, A&M 1339
- Letter to Jesus/Madman, A&M 1302

#### Album
- Take Heart avec Tom Jans, A&M Records (SP4310), 1971

### Album solo
- Solo, Rounder Records (Philo CD 1102), 1986.

### Bread and Roses Festival
- Bread and Roses Festival of Acoustic Music, Fantasy (F-79009), 1979.
- The Bread and Roses Festival of Music, Fantasy (F-79011), 1980.